# Фленги
Фленги (хорв. Flengi) — населений пункт у Хорватії, в Істрійській жупанії у складі громади Врсар.

## Населення
Населення за даними перепису 2011 року становило 154 осіб.
Динаміка чисельності населення поселення:

## Клімат
Середня річна температура становить 14,03 °C, середня максимальна – 26,98 °C, а середня мінімальна – 0,42 °C. Середня річна кількість опадів – 821 мм.
| Клімат поселення                              | Клімат поселення | Клімат поселення | Клімат поселення | Клімат поселення | Клімат поселення | Клімат поселення | Клімат поселення | Клімат поселення | Клімат поселення | Клімат поселення | Клімат поселення | Клімат поселення | Клімат поселення |
| Показник                                      | Січ.             | Лют.             | Бер.             | Квіт.            | Трав.            | Черв.            | Лип.             | Серп.            | Вер.             | Жовт.            | Лист.            | Груд.            |                  |
| Середній максимум, °C                         | 10,07            | 10,49            | 13,69            | 17,10            | 22,14            | 26,27            | 26,98            | 26,75            | 22,24            | 17,97            | 13,06            | 9,66             |                  |
| Середня температура, °C                       | 5,25             | 5,65             | 8,86             | 12,27            | 17,31            | 21,44            | 23,80            | 23,58            | 19,05            | 14,79            | 9,88             | 6,47             |                  |
| Середній мінімум, °C                          | 0,42             | 0,83             | 4,03             | 7,45             | 12,49            | 16,62            | 20,63            | 20,40            | 15,88            | 11,62            | 6,70             | 3,30             |                  |
| Норма опадів, мм                              | 60               | 49               | 57               | 65               | 61               | 71               | 47               | 72               | 80               | 94               | 93               | 72               |                  |
| Середньомісячна швидкість вітру, м/с          | 2.33             | 2.56             | 2.66             | 2.65             | 2.38             | 2.30             | 2.30             | 2.26             | 2.33             | 2.53             | 2.61             | 2.49             |                  |
| Середньомісячна сонячна радіація, кДж/м²·день | 4467             | 7407             | 10804            | 15378            | 19642            | 21463            | 22671            | 19486            | 14320            | 9106             | 4938             | 3819             |                  |
| --------------------------------------------- | ---------------- | ---------------- | ---------------- | ---------------- | ---------------- | ---------------- | ---------------- | ---------------- | ---------------- | ---------------- | ---------------- | ---------------- | ---------------- |
| Джерело:                                      |                  |                  |                  |                  |                  |                  |                  |                  |                  |                  |                  |                  |                  |